# جيم ليا (عداء سريع)
جيم ليا (بالإنجليزية: Jim Lea)‏ هو عداء سريع أمريكي، ولد في 6 نوفمبر 1932 في ليتل روك في الولايات المتحدة، وتوفي في 27 مارس 2010 في سان خوسيه في الولايات المتحدة.

## وصلات خارجية
- جيم ليا على موقع أوليمبيديا (الإنجليزية)